# Eduardo Leoncio
Eduardo Leoncio (Tucumán, Argentina; 6 de diciembre de 1909) fue un futbolista argentino. Como jugador, se desempeñaba en la posición de delantero.

## Trayectoria

### Nacional de Rosario
Nacido en Tucumán, Leoncio se muda a Rosario para jugar en Nacional de dicha ciudad. 

### Quilmes
En 1932 se suma a Quilmes, para jugar en el fútbol porteño.

### Racing Club
Luego de su paso por Quilmes, Leoncio llega a Racing Club en 1933, junto a Demetrio Conidares y Vicente Zito. Se consagró campeón de la Copa Competencia, al derrotar a San Lorenzo por 4 a 0.

### Bella Vista
En 1935 volvió a su provincia natal para jugar en Bella Vista, club que militaba en la Asociación Cultural de Football.

### Regreso a Quilmes
En 1937 volvió a Buenos Aires, para jugar en Quilmes.

### Atlético Tucumán
En el año 1938 llega a Atlético Tucumán. En su primer año en el decano se consagró campeón de la Liga Tucumana. En 1942 se coronó campeón tucumano nuevamente y tomó la decisión de retirarse del fútbol.

## Clubes
| Club                | País      |
| ------------------- | --------- |
| Nacional de Rosario | Argentina |
| Quilmes             | Argentina |
| Racing Club         | Argentina |
| Bella Vista         | Argentina |
| Atlético Tucumán    | Argentina |

## Palmarés
| Título           | Equipo           | País      | Año  |
| ---------------- | ---------------- | --------- | ---- |
| Copa Competencia | Racing Club      | Argentina | 1933 |
| Liga Tucumana    | Atlético Tucumán | Argentina | 1938 |
| Liga Tucumana    | Atlético Tucumán | Argentina | 1942 |